# Cicciput
Cicciput è il settimo album in studio del gruppo musicale italiano Elio e le Storie Tese, pubblicato nel 2003. È dedicato a Feiez, Alex Baroni, Alessandra Callari, Naco, Fabrizio Intra, Pierangelo Bertoli, Massimo Riva, Roberto Dané, Siro Restelli e Tiziana Saporito. L'album è stato anticipato dal singolo Shpalman®, registrato a due voci con Max Pezzali.

## Tracce
Testi di Elio, eccetto dove diversamente indicato.
1. Cicciput – 0:47
2. Budy Giampi – 4:58 (musica: Tanica)
3. Gimmi I (feat. Enrico Ruggeri) – 4:21 (musica: Elio, Faso, Tanica)
4. Fossi figo (feat. Gianni Morandi) – 5:24 (testo: Elio, Cesareo, Faso – musica: Cesareo, Tanica)
5. Cani e padroni di cani – 4:35 (musica: Cesareo, Elio)
6. La follia della donna (parte I) – 3:20 (musica: Tanica, Elio)
7. Shpalman® (feat. Max Pezzali) – 5:08 (testo: Tanica – musica: Tanica, Giovan Battista Lulli)
8. La chanson – 5:52 (musica: Faso, Tanica, Elio)
9. Pagàno – 5:30 (musica: Faso, Elio)
10. Abate cruento – 5:54 (testo: Elio, Tanica – musica: Tanica, Cesareo)
11. Pilipino rock – 3:36 (musica: Cesareo, Tanica)
12. Litfiba tornate insieme – 5:12 (musica: Tanica, Elio)
13. Pagàno karaoke – 7:19

## Brani musicali
- Cicciput: è una breve intro che riprende una telefonata registrata durante una diretta del mago Gennaro D'Auria, già utilizzata in una puntata di Cordialmente. Il nome appartiene a un presunto "angelo dei soldi" che il sedicente mago consiglia di invocare per ottenere fortuna. La musica di sottofondo è Crockett's Theme di Jan Hammer, colonna sonora di Miami Vice.
- Budy Giampi: il titolo è una storpiatura del termine bungee jumping, che però c'entra ben poco col tema della canzone. Il brano, infatti, tratta un tema molto caro al gruppo, ovvero l'abolizione della pena di morte. Composta da Faso, Cesareo e Rocco Tanica, è uno dei brani del gruppo che può definirsi più palesemente "serio", anche se il tema viene trattato con la solita ironia tipica degli Elii che, in questo modo, riescono a sfuggire la retorica che spesso accompagna i brani che parlano di questo argomento. Nel testo sono citate Fotoromanza di Gianna Nannini, Ballo ballo di Raffaella Carrà, Slave to the Rhythm di Grace Jones, Sinfonia n. 40 di Mozart. Nel finale Enrico Ruggeri esprime parole di sdegno per questo pezzo, a favore della sua Nessuno tocchi Caino che tratta lo stesso tema e dove si dà voce a un "condannato vero, mica Mangoni". La sua compagna Andrea Mirò, lo esorta a non polemizzare invitandolo a cena.
- Gimmi I: è la storia di Gimmi Ilpedofilo, personaggio che viene linciato dalla gente comune, che non sa che Ilpedofilo è solo il suo cognome. La canzone è interpretata anche da Ike Willis ed Enrico Ruggeri, che autocita la sua Superbia. Fu composta da Rocco Tanica ed Elio. Il nome Gimmi Ilpedofilo richiama quello di Jimmy il Fenomeno. Sono citate Antenor di Francesco Guccini, Only a Pawn in Their Game di Bob Dylan, Quando quando quando di Tony Renis ed i cori degli Earth, Wind & Fire. È ripresa, inoltre, una battuta dal film Giovanna d'Arco di Luc Besson. Altri cognomi improbabili si susseguono in questo pezzo, a citare l'apertura del brano Equivoci amici di Lucio Battisti. Il finale recitato da Enrico Ruggeri riprende uno spot contro la pena di morte andato in onda qualche anno prima su MTV: il protagonista raccontava di come fu condannato a morte ingiustamente e perché privo di denaro (frase già citata in Budy Giampi) invitando chi volesse passare a trovarlo a cercare la sua lapide.
- Fossi figo: Elio racconta di come sarebbe diversa la sua vita se fosse un uomo di bell'aspetto. Oltre a un'autocitazione (da Spuma da 100 tratta da Elio Samaga Hukapan Kariyana Turu), sono citate Questo piccolo grande amore di Claudio Baglioni, Five Years di David Bowie, Scappa con me di Jovanotti, Bohemian Rhapsody dei Queen. La canzone è cantata insieme a Gianni Morandi, e fu composta da Cesareo, Faso e Rocco Tanica.
- Cani e padroni di cani: la canzone parla di un uomo che ha appena pestato un escremento di cane e lancia un'invettiva verso i padroni che permettono ai loro animali di sporcare per strada. Qui cantano anche Danilo Sacco e Enrico Ruggeri che autocita la sua Polvere. Esistono ulteriori citazioni, tra cui quella a Canzone per un'amica di Francesco Guccini, all'assolo di chitarra di David Gilmour in Comfortably Numb dei Pink Floyd, a Appena un po' della PFM e a Eri piccola così di Fred Buscaglione. La canzone fu composta da Cesareo ed Elio.
- La follia della donna (Parte I): in questo brano vengono descritte le donne schiave della moda, in particolare per quanto riguarda l'acquisto delle scarpe o la mania di farsi tatuaggi. Composto da Rocco Tanica ed Elio, il brano contiene numerosi riferimenti ai Pink Floyd Welcome to the Machine (di cui si sente l'incipit in sottofondo nei primi secondi del brano), Shine on You Crazy Diamond (al quale si richiama anche la "parte I" del titolo), Nobody Home, Dogs, Time e On the Run. Il brano è presentato da un dialogo tra Renato Zero (imitato da Nicola Savino) e Roger Waters, il quale "parla" attraverso l'arpeggio iniziale di Shine on You Crazy Diamond eseguito a varie velocità; in questo dialogo, Renato Zero è convinto che Roger Waters voglia ascoltare i suoi brani per poi copiarglieli. Inoltre sono citati anche i Beatles (Blackbird) e James Taylor (Something in the Way She Moves, Fire and Rain, Country Road, Enough to Be on Your Way). Il brano si conclude con uno stacco di batteria che sembra dover introdurre un assolo di chitarra (di cui si sente un breve slide) ovvero l'eventuale parte 2, che tuttavia non esiste.
- Shpalman®: ipotetica sigla di un telefilm (o cartone animato) che narra di un supereroe che, per sconfiggere i cattivi, ne cosparge il volto di escrementi. Qui cantano Max Pezzali e Rocco Tanica. Il tema del ritornello è tratto dall'opera Achille et Polixène di Jean Baptiste Lully e Pascal Collasse, che può essere udito in sottofondo durante lo sketch in cui Claudio Bisio racconta la barzelletta di Pierino. Per il resto la musica è una creazione di Rocco Tanica. Le onomatopee sono tratte dalla serie televisiva di Batman. L'uso del vocoder, che modula in modo innaturale le parole di Rocco Tanica, è molto frequente da parte di Max Pezzali, pertanto è ironico il suo accostamento - in versione "pulita" - di fianco a quella robotica di Tanica. Lo spot iniziale, recitato da Vittorio Cosma dopo la prima strofa, riprende le pubblicità di Italia 1, che annunciavano il cartone o il telefilm successivo durante le sigle.
- La chanson: è un tributo alla discomusic, con un testo in francese maccheronico e in lingua dalmata. È un omaggio alla musica francese della metà degli anni sessanta e il pezzo in lingua dalmata in realtà cela una serie di insulti. La canzone, composta da Rocco Tanica, Faso ed Elio, è introdotta da un monologo semiserio di Maurizio Crozza, che vira però rapidamente nel demenziale, invitando l'ascoltatore a "non portare via un sasso dalla Toscana perché altrimenti non sapremo più dov'è la Toscana".
- Pagàno: una serie di citazioni musicali, costruiti su giochi di parole basati sul nome degli dèi greci. La musica fu composta da Faso ed Elio insieme alle ritmiche di Christian Meyer. Maurizio Crozza fa la parte del dio, Enrico Ruggeri quella di Giulio Cesare (declamando passi dal De bello Gallico) e Mauro Pagani quella di se stesso. Ci sono innumerevoli citazioni: Ike Willis cita se stesso in Thing-Fish di Frank Zappa; The Great Gig in the Sky e Atom Heart Mother dei Pink Floyd, Torpedo blu di Giorgio Gaber, Jesus Christ Superstar (Heaven on Their Minds, Hosanna Superstar, Simon Zealotes), la sigla di Supercar, The Captain of Her Heart dei Double, Scandinavian Skies di Billy Joel, Tulipan, La solitudine di Laura Pausini (dove Laura in persona intona "Marco Aurelio se n'è andato e non ritorna più"), The Family and the Fishing Net di Peter Gabriel, Hey Joe di Billy Roberts (di cui è famosa la versione di Jimi Hendrix), Hush di Joe South, (rifatta poi dai Deep Purple), The Knife dei Genesis. La canzone fu scartata dal Festival di Sanremo 2003. Venne registrata nella mansarda non insonorizzata dello studio di registrazione dove stavano realizzando il disco, causando le ire della vicina che chiamò le forze dell'ordine[1].
- Abate cruento: brano rock'n'roll composto da Rocco Tanica e Cesareo che racconta di un "sogno a matrioska". In questa canzone è citato Il Signor Bonaventura di Sergio Tofano. Il monologo finale richiama Il sogno del coiffeur in Tutti gli uomini del deficiente. Citazioni musicali: Oba-ba-lu-ba di Daniela Goggi, Siamo soli di Vasco Rossi, Portrait of Tracy di Jaco Pastorius. La frase Abate cruento esaminatore, secondo lo stesso gruppo, è stata composta aprendo a caso tre pagine del vocabolario.
- Pilipino Rock: canto di libertà dei domestici filippini, stufi di essere trattati male. Oltre alle autocitazioni da Elio Samaga Hukapan Kariyana Turu, ci sono riferimenti a Jailhouse Rock di Elvis Presley, Cosa resterà degli anni '80 di Raf, We Will Rock You dei Queen. Fu composta da Cesareo e Rocco Tanica.
- Litfiba tornate insieme: è un invito alla riappacificazione tra Piero Pelù e Ghigo Renzulli, per evitare al pubblico il fastidio di dover seguire le carriere separate dei due artisti; qui ci sono ovviamente citazioni dai Litfiba e da Piero Pelù (Elettromacumba, Cangaceiro, Toro Loco, Bomba boomerang, La stanza dell'oro), ma anche a Azzurro di Paolo Conte e alle sigle di Canzonissima, di Zorro e del Muppet Show. È citato anche il film Un uomo chiamato Cavallo di Elliot Silverstein e la canzone Suite: Judy Blue Eyes di Crosby, Stills, Nash and Young. Nel brano compaiono Piero Pelù, nel suo celebre "uà", e Ghigo Renzulli, che suona un bending sulla chitarra; al termine della canzone compare Gianluigi "Cabo" Cavallo, all'epoca cantante dei Litfiba, che si mostra preoccupato di questa possibile riunione; tutti questi interventi sono stati registrati attraverso un telefono. Fu composta da Rocco Tanica ed Elio. Nelle prime versioni del brano, eseguite nel tour del 2002, e immortalate in qualche bootleg, si nota che la frase "La nippona che il gruppo scompiglia" recitava invece "Non è il padre che incula la figlia", rifacendosi a una parodia della canzone Zum sum sum, che però è risultata meno conosciuta del previsto[2], pertanto il gruppo modificò una citazione che pochi avrebbero colto.
- Pagàno Karaoke: è la base di Pagàno. Tuttavia in alcuni punti della canzone, in sottofondo, si può sentire Elio che canta il testo della canzone.
- Toscana e Toscana reprise sono due parlati di Maurizio Crozza. Tra le due c'era un'ennesima traccia, Al mercato di Bonn in cui canta anche Paola Cortellesi, che è stata però censurata per motivi legati a diritti d'autore, ma Elio e gli altri l'hanno diffusa via radio il 19 maggio 2003, avvisando il pubblico per tempo e invitandolo esplicitamente a registrarla e diffonderla.

## Formazione
- Elio - voce, flauto traverso
- Rocco Tanica - tastiere, voce
- Cesareo - chitarra elettrica, voce
- Faso - basso, voce
- Christian Meyer - batteria
- Jantoman - tastiera

Altri musicisti
- Daniele Comoglio - sax
- Andrea Tofanelli - tromba
- Giovanni Imparato - percussioni
- Vittorio Cosma - tastiera, cori
- Lola Feghaly - cori
- Paola Folli - cori
- Paola Cortellesi - cori